# Anne Mahrer
Anne Mahrer, née le 5 juin 1948 à Genève (originaire du même lieu et d'Egg), est une personnalité politique suisse membre des Verts. Elle est députée du canton de Genève au Conseil national de novembre 2013 à novembre 2015.

## Biographie
Anne Mahrer naît le 5 juin 1948 à Genève, dans le quartier de Champel. Elle est originaire du même lieu et d'une commune zurichoise, Egg.
Elle est bibliothécaire-documentaliste de formation et travaille pendant plus de trente ans au collège du Foron à Thônex.
Elle est mariée à François-Régis Mahrer, ingénieur de profession, également membre des Verts et brièvement député au Grand Conseil du canton de Genève en 1993,.

## Parcours politique
Elle milite au sein du mouvement antinucléaire dans les années 1970.
Elle adhère au parti écologiste des Verts en 1983.
Elle est membre du Conseil communal (législatif) de Puplinge de mars 1987 à mars 2002.
Elle est députée au Grand Conseil du canton de Genève de novembre 2001 à novembre 2013 et en assure la présidence novembre 2006 à novembre 2007. Elle est le premier élu des Verts à présider l'hémicycle. 
Elle est présidente des Verts du canton de Genève de mars 2008 à mars 2010. Féministe convaincue, elle annonce vouloir se battre pour que les femmes du parti puissent accéder à des places dans l'exécutif gouvernemental.

### Conseillère nationale
En novembre 2013, Anne Mahrer remplace Antonio Hodgers au Conseil national, celui-ci ayant démissionné à la suite de son élection au Conseil d'État genevois. Lors des élections fédérales de 2015, elle n'est pas réélue par la population genevoise, les Verts ayant perdu un siège à Genève et sa colistière Lisa Mazzone ayant fait un score supérieur.

### Militante pour le climat
Contactée par l'ancien conseiller aux États Luc Recordon au printemps 2016 aux fins de créer une association regroupant des personnes vulnérables au réchauffement climatique, les recours collectifs étant difficiles en Suisse, Anne Mahrer devient coprésidente (avec Rosmarie Wydler-Wälti) de l’association des Aînées pour la protection du climat, fondée en 2016,. L'association fait condamner la Suisse en 2024 par la Cour européenne des droits de l'homme pour inaction climatique. 